# Pierre de Coicas
La Pierre de Coicas, appelée aussi Pierre de Coëtcas, est un mégalithe situé sur la commune de Saint-André-des-Eaux, dans le département de la Loire-Atlantique, en France.

## Protection
Le monument a été classé à tort comme menhir au titre des monuments historiques en 1889.

## Description
Ne subsiste que peu de choses dans les années 2020 du mégalithe édifié en ce lieu. Une pierre sur place est une dalle de granite qui mesure 3,15 m de long sur 2,20 m de large et 0,65 m d'épaisseur. Elle correspond à l'unique vestige d'une allée couverte qui comptait encore 9 pierres à la fin du XIXe siècle. La pierre comporte des cupules.
À environ 300 m, se trouvait une autre pierre désormais disparue. La Pierre David est située à environ 900 m au nord-est.

## Folklore
Selon la légende, le mégalithe cache un trésor mais on ne peut y accéder que pendant la nuit de Noël.